# Диоклецианопол (Гърция)
 Тази статия е за античния град в Гърция.  За античния град в България вижте Диоклецианопол.  
Диоклецианопол или Диоклетианопол (на гръцки: Διοκλητιανούπολις, на латински: Diocletianopolis) е античен македонски град, разположен в Орестида, близо до съвременния град Костур (Кастория).

## Местоположение
Развалините на Диоклецианопол са разкрити в местността Арменохори на левия бряг на река Бистрица (Алиакмонас), на един километър северно от съвременния град Хрупища (Аргос Орестико) и на четири километра южно от град Костур.

## История
Първото споменаване на града е от Страбон, който разказва мита за основаване на града от Орест, син на Агамемнон.
Казват, че Орест завладял областта Орестида по време на бягството му след убийството на майка му и оставил на страната името си, като също така там построил град, наречен Орестийски Аргос.
„Имало град в Тесалия на име Диоклецианопол; в древността бил богат град, но с течение на времето упада вследствие на нападения над него от варвари и вече отдавна е безлюден. В съседство с него има езеро, което се казва Кастория. В средата на езерото има остров, обкръжен с вода. Само един тесен проход към него остава свободен от езерото, не повече от 15 стъпки. На този остров се издига много висока планина; половината от нея се омива от езерето, а другата половина се издига над острова. Затова нашият император, като остави настрана мястото на бившия Диоклецианопол, тъй като този град бил крайно достъпен и вече е бил претърпял, както казах, много беди, построи на този остров много силен град и както е естествено му даде своето име“.
В 1981 година развалините на Диоклецианопол са обявени за паметник на културата.